# 仮性皮疽
仮性皮疽（かせいひそ、英:pseudofarcy）とはヒストプラズマ属に属するHistoplasma capsulatum var. farciminosum 感染を原因とする真菌症。ウマ科、ラクダ科に感染する。日本では家畜伝染病予防法において届出伝染病に指定されており、対象動物はウマ。ハエ、アブ、節足動物による媒介が示唆されている。ウマにおける症状は頚部や四肢の念珠状膿瘍を特徴で、伝染性リンパ管炎が認められる。悪化すると肺炎や結膜炎の症状がみられる場合もある。ワクチン等はなく、治療法は患部の切開と消毒が主。